# Dekanat czechowski
Dekanat czechowski – jeden z 48 dekanatów eparchii moskiewskiej obwodowej Rosyjskiego Kościoła Prawosławnego. Obejmuje cerkwie położone w części rejonu czechowskiego obwodu moskiewskiego. Funkcjonuje w nim sześć cerkwi parafialnych miejskich, dwadzieścia osiem cerkwi parafialnych wiejskich, dziewięć cerkwi filialnych, cerkiew domowa, cerkiew-baptysterium i jedenaście kaplic.
Funkcję dziekana pełni ksiądz Aleksandr Sierbski.

## Cerkwie w dekanacie[1]
- Cerkiew św. Jerzego w Czechowie-3
- Cerkiew św. Matrony Moskiewskiej w Czechowie
- Cerkiew Narodzenia Matki Bożej w Waśkinie
- Cerkiew Trójcy Świętej w Waułowie

Kaplica Objawienia Pańskiego w Waułowie
- Cerkiew Włodzimierskiej Ikony Matki Bożej w Dubnej
- Cerkiew Wszystkich Świętych w Iwanowskim
- Cerkiew św. Jerzego w Kapustinie
- Cerkiew św. Mikołaja w Kriukowie

Kaplica św. Eliasza w Kriukowie
Kaplica Wprowadzenia Matki Bożej do Świątyni w Kriukowie
Kaplica św. Jerzego w Kriukowie
- Cerkiew św. Mikołaja w Kułakowie
- Cerkiew Narodzenia Pańskiego w Lubuczanach
- Cerkiew św. Aleksandra Newskiego w Malcach
- Cerkiew Narodzenia Pańskiego w Mielichowie

Cerkiew Podwyższenia Krzyża Pańskiego w Mielichowie
Cerkiew domowa Ikony Matki Bożej „Uzdrowicielka” w Mielichowie
- Cerkiew Opieki Matki Bożej w Mieszczerskim
- Cerkiew Zmartwychwstania Pańskiego w Mołodych

Kaplica Włodzimierskiej Ikony Matki Bożej w Mołodych
- Cerkiew Tichwińskiej Ikony Matki Bożej w Nierastannym
- Cerkiew Zaśnięcia Matki Bożej w Nowosiołkach

Kaplica św. Jerzego w Nowosiołkach
- Cerkiew Przemienienia Pańskiego w Nowym Bycie
- Cerkiew Obrazu Zbawiciela Nie Ludzką Ręką Uczynionego w Prochorowie

Cerkiew św. Sergiusza z Radoneża w Prochorowie
Cerkiew Opieki Matki Bożej w Prochorowie
Kaplica Trójcy Świętej w Prochorowie
- Cerkiew Narodzenia Pańskiego w Sieninie
- Cerkiew Ikony Matki Bożej „Wstawienniczka za Grzesznych” w Skuryginie
- Cerkiew Przemienienia Pańskiego w Spas-Tiemni

Cerkiew św. Aleksego w Spas-Tiemni
- Cerkiew Przemienienia Pańskiego w Starym Spasie
- Cerkiew św. Mikołaja w Striemiłowie
- Cerkiew Trójcy Świętej w Troickim

Cerkiew św. Sergiusza z Radoneża w Troickim
Kaplica Zmartwychwstania Pańskiego w Troickim
Kaplica św. Mikołaja w Troickim
- Cerkiew św. Michała Archanioła w Chlewinie

Cerkiew św. Jana Chrzciciela w Chlewinie
- Cerkiew św. Jana Rycerza w Czernieckim
- Cerkiew Poczęcia św. Anny w Czechowie

Cerkiew Kazańskiej Ikony Matki Bożej w Czechowie
Cerkiew św. Łukasza (Wojno-Jasienieckiego) w Czechowie
Cerkiew-baptysterium św. Włodzimierza w Czechowie
Kaplica Ikony Matki Bożej „Wszechkrólowa” w Czechowie
- Cerkiew św. Łukasza (Wojno-Jasienieckiego) w Czechowie
- Cerkiew św. Mikołaja w Czechowie

Cerkiew Nowomęczenników i Wyznawców Łopasnieńskich w Czechowie
- Cerkiew św. Jana Chrzciciela w Czechowie

Kaplica Objawienia Pańskiego w Czechowie
- Cerkiew Czterdziestu Męczenników z Sebasty w Czechowie-2
- Cerkiew Przemienienia Pańskiego w Czudinowie
- Cerkiew Ikony Matki Bożej „Wszystkich Strapionych Radość” w Szarapowie
- Cerkiew Gruzińskiej Ikony Matki Bożej w Jakszynie